# Second Mesa, Arizona
Second Mesa je naseljeno područje za statističke svrhe u američkoj saveznoj državi Arizona. Prema popisu stanovništva iz 2010. u njemu je živjelo 962 stanovnika.